# Rönne å
Rönne å (eller Rönneån) är en å i Skåne med en längd på 83 kilometer. Rönneån rinner från Ringsjön och mynnar ut i Skälderviken vid Ängelholm. Ytan på avrinningsområdet är 1 900 km² och med en medelvattenföring på 22 m³/s är den näst vattenrikast i Skåne, bara Helge å har större flöde. Om man räknar med Ringsjöns tillflöde Hörbyån blir den totala längden på ån 120 kilometer.

## Sträckning

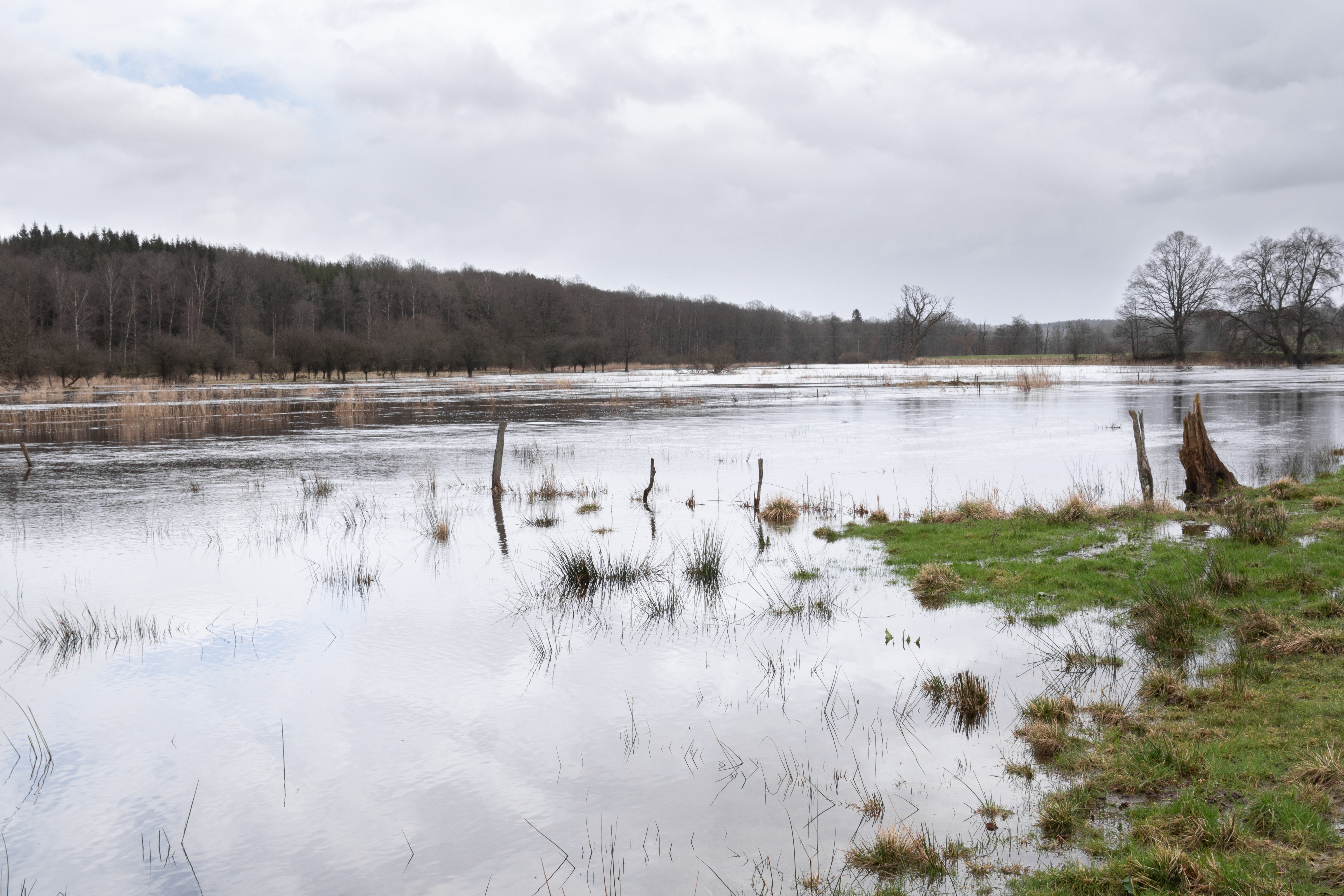
Översvämmad Rönne å under vårfloden i februari

Rönne å har ett slingrande lopp men flyter hela tiden i nordvästlig riktning. Åns dalgång delar landskapet itu mellan Söderåsen på ena sidan och omfattande skogbeklädda kullar på den norra sidan. I åns övre lopp, kring Stockamöllan, finns flera bevarade vattendrivna sågverk och kvarnar. Därefter flyter Rönne å ganska lugnt förbi Färingtofta, Riseberga, Spången och Ljungbyhed ner till Klippan där den genom tre kraftverk faller 23 meter. Ån rinner också förbi Tranarp och Tranarpsbron. Från Klippan ner till Ängelholm har den ett stilla lopp som tidigare flitigt trafikerades med pråmar.
Viktigare biflöden är Ybbarpsån, Bäljane å, Pinnån och Kägleån från öster, samt Klövabäcken från väster.
Avrinningsområdet gränsar i norr till Stensåns avrinningsområde (där Hallandsåsen utgör barriär), i öster av Helge å, i söder av Kävlingeån och i sydväst av Saxån och Vege ås avrinningsområden.

## Mänsklig användning
De tre vattenkraftverken vid Klippan har en sammanlagd effekt på 2,7 MW och levererar ungefär 11,6 GWh per år. Hösten 2018 beslutade Klippan kommun att köpa kraftverken med avsikten att riva dem – detta med syftet att förbättra förutsättningarna för fisken i Rönne å. Historiskt har fallen i Klippan utnyttjats genom att försörja pappersbruket på orten med energi, samt i äldre tider möjliggjort utskeppning av varor genom segling längs med ån ut mot havet. Vid utloppet i Skälderviken ligger Ängelholms hamn. I äldre tider kunde staden behålla sin karaktär av sjöfartsstad trots att man låg en bit inåt land p.g.a. sandflykt genom att det var möjligt att segla längs med ån.
Rönne å är även mycket populär för paddling. Från Stockamöllan till Ängelholm är ån iordningställd för paddling med iläggnings- och uppsamlingsplatser samt lägerplatser. Populärast är del ett av Rönne å vilket är sträckan mellan Stockamöllan och Forsmöllan i Klippans kommun. Resterande sträcka Stackarp till Skälderviken i Ängelholm utgör del två.